# Ode to Ochrasy
Albums de Mando Diao
Hurricane Bar
(2005) Never Seen The Light Of Day
(2007)
Singles
Ode To Ochrasy est le troisième album du groupe de rock suédois Mando Diao. Il est sorti en 2006.

## Pistes
1. Welcome Home, Luc Robitaille (4 min 33 s)
2. Killer Kaczynski (2 min 31 s)
3. Long Before Rock'N'Roll (2 min 49 s)
4. The Wildfire (if it Was True) (4 min 25 s)
5. You Don't Understand Me (4 min 09 s)
6. Tony Zoulias (Lustful Life) (3 min 22 s)
7. Amsterdam (3 min 23 s)
8. TV & me (3 min 46 s)
9. Josephine (2 min 40 s)
10. The New Boy (3 min 22 s)
11. Morning Paper Dirt (2 min 30 s)
12. Good Morning, Herr Horst (1 min 57 s)
13. Song for Aberdeen (3 min 22 s)
14. Ochrasy (3 min 19 s)

## Singles et EP

### Singles
- TV & Me - Single (2006)
- Long Before Rock'N'Roll - Single (2006)
- Wildfire (If It Was True) - Single (2007)
- Ochrasy - Single (2007)

### EP
- TV & Me - EP (2006)
- Long Before Rock'N'Roll - EP (2006)
- Good Morning, Herr Horst - EP (2006)

## Composition du groupe
- Gustaf Norén (chant, guitare, orgue, percussion)
- Björn Dixgård (vocals, guitare)
- Carl-Johan « CJ » Fogelklou (chœur, basse, orgue)
- Samuel Giers (chœur, batterie, percussion)
- Mats Björke (claviers)